# Angel Island (novela)
Angel Island es una novela de fantasía y ciencia ficción de la autora feminista americana, periodista y sufragista Inez Haynes Irwin, escrita bajo el nombre Inez Haynes Gillmore. Fue originalmente publicada por Henry Holt en enero de 1914. La novela trata de un grupo de hombres que han naufragado en una isla ocupada por mujeres aladas.
Angel Island fue reimpresa en febrero de 1949 en la revista Famous Fantastic Mysteries, y posteriormente en 1978 por Arno Press. En 1988  fue publicada de nuevo por Plume como "clásico de literatura feminista temprana" con un ensayo introductorio escrito por la autora de ciencia  ficción y fantasía Ursula K. Le Guin.

## Resumen de la trama
Cinco hombres naufragan en una isla en el océano Pacífico mientras van de viaje desde América hacia Oriente. Son los únicos supervivientes y sus posibilidades de ser rescatados son remotas ya que una tormenta arrastró su barco hacia aguas desconocidas antes de romperlo contra las rocas. La isla tiene 20 millas de largo y 7 millas de ancho y está densamente arbolada con un lago de agua dulce en el centro. Después de llegar a un acuerdo sobre su situación, los hombres empiezan recoger lo que  pueden de los restos del barco: comida, ropa, herramientas y materiales.Comienzan a construir un campamento cerca de la playa y se lamentan del hecho de estar atrapados en una isla sin mujeres. Sin embargo, a medida que pasan las semanas,  comienzan a saborear la ausencia de mujeres y llaman a la isla un "Edén sin Eva".
Un día los hombres empiezan a ver algo parecido a pájaros enormes que vuelan alto en el cielo, pero cuándo los "pájaros" se aproximan  se dan cuenta de que  son cinco bonitas mujeres aladas. De repente los hombres vuelven a estar interesados en las mujeres otra vez y cambian el nombre de la isla a "Isla del Ángel". Con el tiempo las mujeres se acercan gradualmente y comienzan a seguir a los hombres, quienes rápidamente se enamoran de ellas y les ponen nombresː Julia (su dirigente), Lulu, Chiquita, Clara y Peachy. Pero los hombres se sienten frustrados por la actitud distante de ellas y por la facilidad con que se  asustan, y deciden capturarlas, diciendo que  necesitan mimos y protección. Una vez atrapadas, los hombres someten a las asustadas mujeres y les cortan las alas. Las mujeres, quiénes no pueden andar sobre sus delicados y pequeños pies, están ahora completamente indefensas. Los hombres enseguida ganan sus corazones con regalos y atenciones, y les enseñanel idioma inglés. Los hombres y las mujeres se emparejan y cuatro de ellos se casan excepto Juliaque se resiste a esta tentación. Con las mujeres ahora domesticadas, los hombres empiezan prestarles menos atención y se pasan largos periodos de tiempo construyendo un campamento nuevo cerca del lago. Las mujeres, que no pueden volar, ni caminar a ninguna distancia, están atrapadas en el campamento cercano a la playa.
Con mucho tiempo en sus manos, las mujeres recuerdan como era cuando podían volarː de vuelta a casa, las cinco mujeres, lideradas por Julia, se habían rebelado cuándo su gente decidió emigrar hacia el sur, y en su lugar volaron hacia el norte. Encontraron la Isla de Ángel, desierta y acogedora. Entonces vinieron los hombres y las mujeres se quedaron fascinadas por esas criaturas sin alas. Les siguieron, se burlaron de ellos y luego cometieron el error de enamorarse de ellos, lo que dio lugar a su captura. Las mujeres anhelan volver a volar, pero los hombres mantienen sus alas cortadas. Pronto cada una de las mujeres tienen descendencia, cuatro varones sin alas y una chica con alas, Ángela. Cuando Ángela crece empieza a volar y las mujeres están encantadas. Sin embargo, los hombres no están tan contentos y anuncian que cuándo Ángela sea mayor le cortarán sus alas. Las mujeres han aceptado su destino propio, pero deciden dejar de lado su "impotencia atractiva" y defender a Ángela.
Durante el tiempo que los hombres están trabajando en el campamento nuevo cada día, las mujeres aprenden a caminar. Cuando sus pies son lo suficiente fuertes van hasta el nuevo campamento un día, sin previo aviso y para sorpresa de los hombres. Julia les presenta un ultimatumː o dejan que Ángela mantenga sus alas o se irán de la isla con los niños. Los hombres se ríen y les recuerdan que no pueden volar. Pero las mujeres, con los tocones de las alas que han crecido desde su último recorte despegan y vuelan (no con mucha gracia) sobre el lago. Los hombres, horrorizados ante la perspectiva de perder a sus mujeres, les piden que regresen  y les prometen no cortar las alas de Ángela. Las cosas cambian en la Isla del Ángel, y los hombres tienen un nuevo respeto hacia las mujeres. No solo cumplen con su promesa sobre las alas de Ángela,  sino que también dejan de cortar las alas de las mujeres. Julia decide casarse y su triunfo final llega años más tarde en su lecho de muerte cuándo  da a luz a un hijo con alas.

## Personajes principales
Los hombres náufragos

- Frank Merrill – dirigente auto-nombrado de los hombres; un profesor de una pequeña universidad del medio oeste y una persona solitaria; cree las mujeres no tendrían que recibir ningún tratamiento especial.
- Honey Smith – un hombre de negocios socio de Billy Fairfax; no muy listo pero muy popular, particularmente con las mujeres; cree las mujeres tendrían que ser mimadas.
- Pete Murphy – un escritor irlandés, listo, pero tiene una debilidad ante el encanto de las mujeres; cree que las mujeres son ángeles  y tendrían que ser adoradas.
- Billy Fairfax – un hombre de negocios socio de Honey Smith; sin encanto, pero en posesión de una fortuna enorme; cree que las mujeres tendrían que ser apreciadas y protegidas.
- Ralph Addington – un vendedor con una personalidad fuerte; tiende a ser arrogante; cree que las mujeres tendrían que ser domesticadas, subyugadas y controladas.

Las mujeres aladas, nombrados por los hombres
- Julia – pareja de Billy Fairfax y dirigente de las mujeres; alas de plata y "heroica" y "clarividente"; bautizada "la tranquila" por los hombres.
- Lulu – pareja de Honey Smith; alada naranja y "habladora"; bautizada "la llana".
- Chiquita – pareja de Franco Merrill; alada escarlata y "perezosa" y "voluptuosa"; bautizada "la oscura"
- Clara – pareja de Pete Murphy; alada verde y oro y "ansia de emoción"; bautizada "la delgada"
- Peachy – Pareja de Ralph Addington; alada azul y "poética"; bautizada "el melocotón"

## Reseñas y análisis
Una reseña de 1914 en The New York Times describió Angel Island como "un libro decididamente inusual " que dice que  es "parte alegoría, parte cuento de hadas, parte realista". La crítica alabó a Gillmore por su tratamiento de los sexos, diciendo que ella  no menosprecia uno a expensas del otro. Añade que gran parte del texto está en un "elevado nivel poético",  y que  es una novela  de "prosaicas y sonoras verdades" y de  "altos ideales y bellas imaginaciones". La autora de ciencia ficción y fantasía Ursula K. Le Guin, en su introducción a la edición del libro de 1988, recordó que en el tiempo de su publicación original en 1914, las mujeres no podían votar. Escribió que el libro es un "descubrimiento real ", y lo describió como "romántico, satírico, gracioso, divertido, fantasioso y una buena lectura".
Eric Leif Davin en Partners in Wonderː Women and the Birth of Science Fiction,  1926–1965 describió que Angel Island era una "fantasía feminista radical de Swiftian". La entrada de Angel Island en la ciencia ficción, fue calificada en los primeros años como "robinsoniana sexual con un elemento fuerte de alegoría". Se dijo que mientras en la superficie la novela es "ficción comercial de una isla desierta", es una historia alegórica  sobre la libertad de las mujeres. Andrea Kempf escribió en Shared Livesː Women Who Wrote for Women que el libro de Gillmore, utilizando las alas como metáfora que "se eleva". Kempf dijo que si bien los hombres y las mujeres de Gillmore son estereotipos, las mujeres se ponen más nerviosas y se rebelan cuándo amenazan a su prole. En Utopian and Science Fiction by Womenː Worlds of Difference Jane L. Donawerth no estaba convencida de la "gloria más grande" de Julia al final de Angel Island. Dijo que Julia era el "personaje más fuerte e inteligente" en la novela, pero sintió que cuando decidió casarse también fue domesticada.
Un crítico del libro en Feminist Science Fiction, Fantasy & Utopia dijo que "una fantasía escrita por un feminista" como Angel Island es importante, pero consideraba que las mujeres eran demasiado cómplices en su propio maltrato. El estereotipado encasillamiento de hombres (agresivo con impulso intelectual) y mujeres (vana y tímida) parece "discordante y sexista para lectores modernos", pero esas fueron las "suposiciones no declaradas en EE.UU. del siglo XIX", y las mujeres en Angel Island las afrontas y superan. El crítico concluyó que  es una interesante lectura debido a su "sutil insistencia feminista liberal que independientemente de nuestro género, todas las personas tenemos el derecho de desarrollar nuestro potencial, para volar".

## Trabajo citado
- Angel Island (EPUB). Project Gutenberg. 2009.